# Finneid

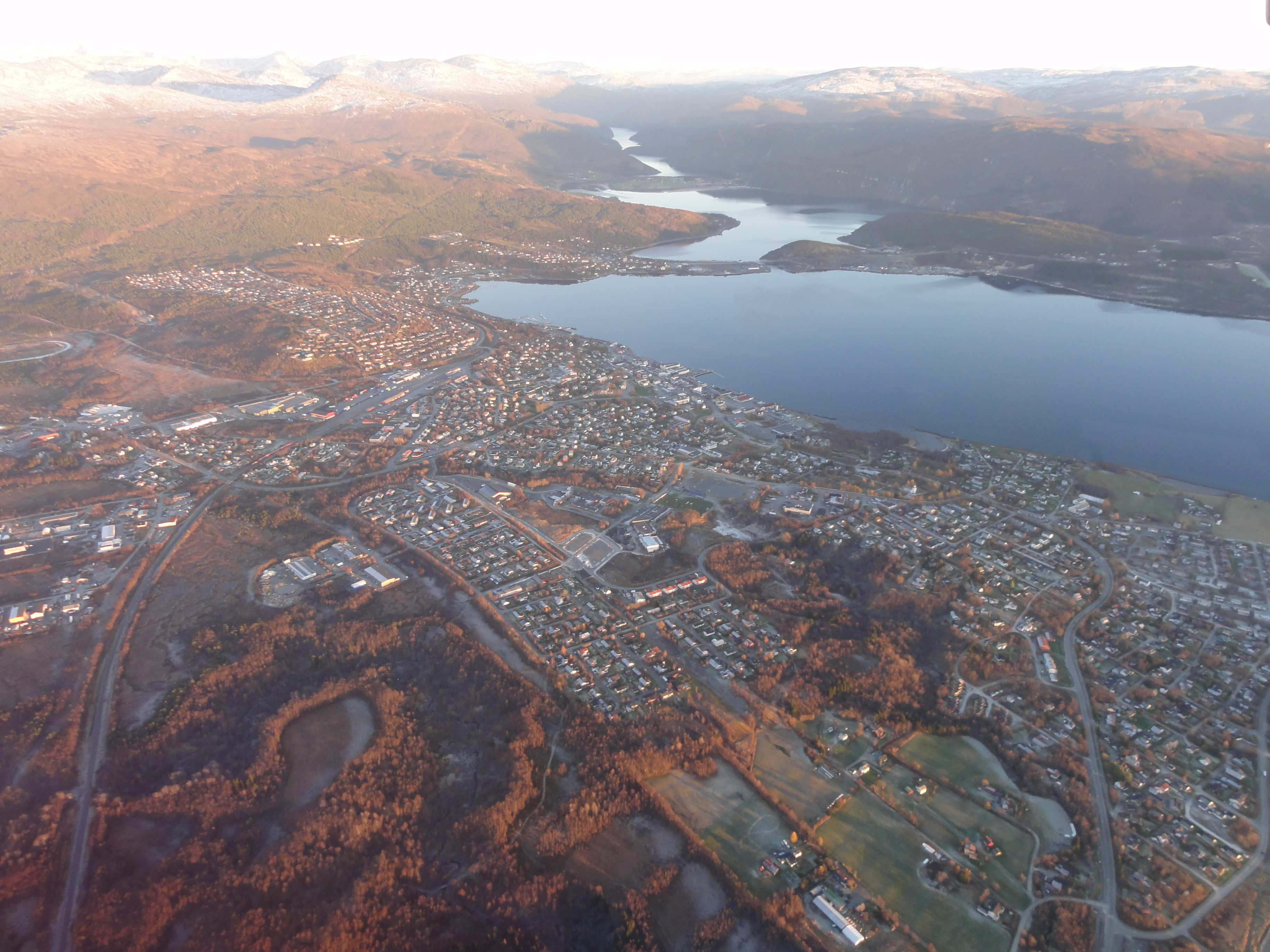
Fauske und Finneid von einem Flugzeug aus gesehen. Fauskevika, Nervatnet, Vatenbygda, Moen, Øvervatnet und das Sulitjelma-Gebirge sind sichtbar

Finneid ist ein Tettsted mit 600 Einwohnern, der drei Kilometer südlich von Fauske in Nordland in Norwegen liegt. Durch die Nähe zu Fauske sind die beiden Orte fast zusammengewachsen.
In Finneid befand sich der Verladehafen für das Erz aus den Grubenanlagen in Sulitjelma. Der Ort hatte früher ein Hotel, eine Pension und Läden. Als die Grubenförderung in Sulitjelma zurückging, wurden die meisten Geschäfte in Finneid geschlossen.

## Verkehr
Die Europastraße E6 und die Nordlandsbahn führen durch Finneid.
Die ehemalige Sulitjelmabahn führte von Finneid zu den Gruben von Sulitjelma.